# Corul Monteverdi din Hamburg
Corul Monteverdi din Hamburg este unul din cele mai cunoscute coruri germane de concert. Sub conducerea întemeietorului și îndelungatului său dirijor Jürgen Jürgens, a produs înregistrări de referință și a câștigat competiții ajungând la renume internațional. Din 1994 până în 2018, corul a fost condus de Gothart Stier din Leipzig, fiind preluat acum de Antonius Adamske.
Corul Monteverdi din Hamburg a fost întemeiat în 1955 de Jürgen Jürgens sub numele de „Corul Institutului de Cultură Italian”. În același an, la sugestia coducătorului de institut, numele a fost schimbat în Corul Monteverdi, compozitorul Claudio Monteverdi la acel timp nefiind cunoscut de majoritate. Din 1961, corul a fost parte a programului academic al Universitatii din Hamburg, al cărui director a fost Jürgen Jürgens din 1961 până în 1993. După patru ani de antrenament intensiv, Corul Monteverdi a obținut pentru prima dată locul întâi la competiția de coruri din Arezzo (Italia). În 1962, a urmat un nou loc întâi la competiția internațională de coruri din Lille (Franța). În urma acestor evenimente, corul a continuat o carieră deosebită pentru un ansamblu de muzicieni amatori. În colaborare cu Gustav Leonhardt, Nikolaus Harnoncourt, Frans Brüggen și Eduard Melkus, au fost făcute numeroase înregistrări pentru labelul „Das Alte Werk der Teldec” și „Archiv Produktion der Deutschen Grammophon Gesellschaft”, care au fost și premiate, făcând corul renumit la nivel internațional. Corul fiind invitat la festivaluri de muzică din țara și din străinătate, a făcut turnee în aproape toate țările Europei, în Orientul Apropiat, în SUA, în America Latină și Centrală, în sud-estul Asiei, în China și în Australia.
După decesul neașteptat al lui Jürgen Jürgens în august 1994, dirijorul și fostul cântăreț din Leipzig Gothart Stier a preluat conducerea Corului Monteverdi. În octombrie 2018, conducerea corului a fost preluată de specialistul în muzică veche Antonius Adamske, care a fost ales în funcția de dirijor șef al corului.